# Saint-Capraise-d'Eymet
Saint-Capraise-d'Eymet é uma comuna francesa na região administrativa da Nova Aquitânia, no departamento Dordonha. Possui uma área de 11,18 km² e 150 habitantes (censo de 1999), perfazendo uma densidade demográfica de 13 hab/km².	